# توني إيفرز
توني إيفرز (بالإنجليزية: Anthony Steven Evers)‏ هو سياسي أمريكي، ولد في 5 نوفمبر 1951 في بليموث في الولايات المتحدة. حزبياً، نشط في الحزب الديمقراطي. وقد انتخب حاكم ولاية ويسكونسن ‏.

## وصلات خارجية
- الموقع الرسمي